# Епросартан
Епросартан — синтетичний антигіпертензивний препарат, що належить до групи антагоністів рецепторів ангіотензину-ІІ, для перорального застосування. Епросартан розроблений у співпраці науковців двох фармацевтичних компаній «Abbott Laboratories» та «Kos Pharmaceuticals», які отримали ліцензію на препарат у 2006 році, пізніше права на епросартан були передані канадській компанії «Biovail Corporation».

## Фармакологічні властивості
Епросартан — синтетичний лікарський препарат, що належить до групи антагоністів рецепторів ангіотензину-ІІ. Механізм дії препарату полягає у блокуванні зв'язування ангіотензину-ІІ з рецепторами ангіотензину-І, що приводить до вазоділятації, зниженні виділення альдостерону, зниження реабсорбції натрію у нирках. Усі ці ефекти в сумі призводять до антигіпертензивного ефекту. Епросартан має високу спорідненість до підтипу AT1-рецепторів ангіотензину-II, через які реалізується дія ангіотензину-II. При тривалому прийомі епросартану спостерігається також регрес гіпертрофії лівого шлуночка та гіпертрофії стінок великих судин. Епросартан не впливає на ліпідний обмін та на рівень глюкози, сечової кислоти та тригліцеридів. Препарат також має нефропротективні властивості, знижує протеїнурію при цукровому діабеті. Епросартан також має нейропротективні властивості та може застосовуватися як засіб вторинної профілактики інсультів та розвитку когнітивних порушень у хворих артеріальною гіпертензією. Епросартан має додатковий механізм вазодилятуючої дії — він блокує пресинаптичні рецептори ангіотензину-І у симпатичній нервовій системі та гальмує вивільнення норадреналіну із закінчень симпатичних нервових волокон і тим самим зменшує стимуляцію адренорецепторів гладкої мускулатури судин. Доклінічні дослідження епросатану завершились у 1992 році, а у клінічну практику він був запроваджений у 1997 році, ставши другим препаратом групи сартанів після лозартану, запровадженим у клінічну практику.

### Фармакодинаміка
Епросартан швидко всмоктується у шлунково-кишковому тракті, але біодоступність препарату становить лише 13%. Максимальна концентрація в крові досягається протягом 1—2 годин. Епросартан добре зв'язується з білками плазми крові. Епросартан проникає через гематоенцефалічний бар'єр. Препарат проникає через плацентарний бар'єр. Немає даних про виділення епросартану в грудне молоко людини. Епросартан у незначній кількості метаболізується в печінці з утворенням неактивних метаболітів. Виводиться препарат із організму переважно із калом у незміненому вигляді, частково у вигляді метаболітів, частково виводиться із сечею. Період напіввиведення епросартану становить 5—9 годин. При порушенні функції печінки та нирок період напіввиведення епросартану може збільшуватися.

## Показання до застосування
Епросартан застосовується для лікування гіпертонічної хвороби.

## Побічна дія
При застосуванні епросартану можливі наступні побічні ефекти:
- Алергічні реакції та реакції з боку шкірних покривів — часто висипання на шкірі, свербіж шкіри, кропив'янка; нечасто ( 0,1—1%) набряк Квінке.
- З боку травної системи — часто ( 1—10%) нудота, [[блювання, діарея.
- З боку нервової системи — дуже часто ( >10%) головний біль; часто ( 1-10%) запаморочення, астенія.
- З боку серцево-судинної системи — нечасто ( 0,1—1%) виражена гіпотензія.
- З боку дихальної системи — рідко ( 0,01—0,1%) кашель, риніт.
- З боку сечовидільної системи — порушення функції нирок ( у тому числі гостра ниркова недостатність у пацієнтів групи ризику).

## Протипокази
Епросартан протипоказаний при підвищеній чутливості до препарату, вагітності та годуванні грудьми, у хворих із вираженим двобічним стенозом ниркових артерій або однобічним у випадку єдиної функціонуючої нирки. З обережністю застосовується препарат при вираженій серцевій недостатності, при вираженому обезводненні, при важкій нирковій недостатності, у випадку мітрального або аортального стенозу або ідіопатичного субатрофічного аортального стенозу. Епросартан не застосовується у дитячому та підлітковому віці.

## Форми випуску
Епросартан випускається у вигляді таблеток по 0,2; 0,3; 0,4 та 0,6 г. Епросартан випускається також у комбінації з гідрохлоротіазидом під назвою «Теветен плюс» по 0,6 г епросартану та 0,0125 г гідрохлоротіазиду.